# 유럽 고속도로 45호선
유럽 고속도로 45호선(영어: European route E45)는 국제 연합의 국제 E-로드 네트워크의 노선으로 남북 방면 주요 도로다. 노르웨이의 알타를 출발점으로 덴마크와 독일, 오스트리아를 거쳐 이탈리아의 젤라를 종착점으로 한다.